# Kanton San Antonio de Lípez
Der Kanton San Antonio de Lípez ist ein Gemeindebezirk im Departamento Potosí im südamerikanischen Anden-Staat Bolivien.

## Lage im Nahraum
Der Cantón San Antonio de Lípez ist einer von drei Kantonen in dem Municipio San Pablo de Lípez in der Provinz Sur Lípez. Er grenzt im Norden und Westen an die Provinz Nor Lípez, im Nordwesten an die Provinz Enrique Baldivieso, im Südwesten an den Kanton Quetena Grande, im Südosten an das Municipio San Antonio de Esmoruco und im Osten an den Kanton San Pablo de Lípez.
Der Kanton erstreckt sich zwischen etwa 21° 29' und 22° 11' südlicher Breite und 66° 38' und 67° 09' westlicher Länge, er misst von Norden nach Süden bis zu 75 Kilometer, von Westen nach Osten bis zu 55 Kilometer. In dem Kanton gibt es nur drei Gemeinden, der zentrale Ort ist San Antonio de Lípez im zentralen Teil des Kantons mit 252 Einwohnern, die beiden anderen Ortschaften sind Relave mit 143 Einwohnern und Collpani mit 110 Einwohnern (Volkszählung 2001). Die mittlere Höhe des Kantons ist 4400 m.

## Geographie
Der Kanton San Antonio de Lípez liegt in der Cordillera de Lípez, die den bolivianischen Altiplano nach Süden hin begrenzt. Das Klima der Region ist semiarid und ein typisches Tageszeitenklima; bei dem die mittleren Temperaturschwankungen im Tagesverlauf deutlicher ausfallen als im Ablauf der Jahreszeiten.
Die Jahresdurchschnittstemperatur der Region liegt nur knapp über dem Gefrierpunkt (siehe Klimadiagramm San Antonio de Lípez), die Monatsdurchschnittstemperaturen schwanken zwischen minus 4 °C im Juni/Juli und knapp 8 °C im Dezember/Januar. Der Jahresniederschlag ist mit 150 mm sehr niedrig, er liegt von April bis Oktober bei weniger als 5 mm Monatsdurchschnitt, nur in den Südsommermonaten November bis März fallen nennenswerte Niederschläge.

## Bevölkerung
Die Einwohnerzahl in dem Kanton hat sich zwischen den letzten beiden Volkszählungen nicht verändert, Daten für die Volkszählung von 2012 liegen noch nicht vor:
| Jahr | Einwohner | Quelle           |
| ---- | --------- | ---------------- |
| 1992 | 505       | Volkszählung     |
| 2001 | 505       | Volkszählung     |
| 2012 | .         | noch keine Daten |

Die Bevölkerungsdichte des Municipio San Pablo de Lípez bei der Volkszählung 2001 betrug 0,2 Einwohner/km², der Anteil der unter 15-Jährigen an der Bevölkerung betrug 41,3 Prozent.
Der Alphabetisierungsgrad bei den über 19-Jährigen beträgt 81 Prozent, und zwar 94 Prozent bei Männern und 68 Prozent bei Frauen. Wichtigste Sprache mit einem Anteil von 87 Prozent ist Spanisch, 80 Prozent der Bevölkerung sprechen Quechua. 83 Prozent der Bevölkerung sind katholisch, 10 Prozent evangelisch.
Die Lebenserwartung der Neugeborenen liegt bei 53 Jahren. 99,5 Prozent der Bevölkerung haben keinen Zugang zu Elektrizität, 92 Prozent leben ohne sanitäre Einrichtung. (2001)

## Gliederung
Der Cantón San Antonio de Lípez untergliedert sich in die folgenden drei Subkantone (vicecantones):
- Vicecanton San Antonio de Lípez – 1 Gemeinde – 252 Einwohner (Volkszählung 2001)
- Vicecantón Comunidad Relave – 1 Gemeinde – 143 Einwohner
- Vicecantón Collpani – 1 Gemeinde – 110 Einwohner